# Hermann Stieve
Hermann Stieve, född 22 maj 1886 i München, död 5 september 1952 i Berlin, var en tysk professor i anatomi och histologi.
Stieve bidrog signifikant till kunskapen kring de manliga och kvinnliga könsorganen. Han bedrev bland annat forskning på organ från fångar som avrättats i de tyska koncentrationslägren under andra världskriget. Därtill undersökte han hur ångest och rädsla påverkade könskörtlarnas, i synnerhet äggstockarnas, funktion hos dödsdömda kvinnor. Stieve invaldes 1940 som utländsk ledamot nummer 799 av Kungliga Vetenskapsakademien.[källa behövs]
Hermann Stieve var son till historieprofessorn Felix Stieve, och bror till historikern och diplomaten Friedrich Stieve.